# Hemerotrecha bixleri
Hemerotrecha bixleri är en spindeldjursart som beskrevs av Muma 1989. Hemerotrecha bixleri ingår i släktet Hemerotrecha och familjen Eremobatidae. Inga underarter finns listade i Catalogue of Life.